# Зоря Іннеса
Зоря Іннеса — це червоний карлик спектрального класу M3.5, розташований у сузір'ї Кіль. Його маса дорівнює прибл. 35 % маси Сонця, але яскравість — лише 1,1 % сонячної. Розрахункова температура поверхні — 3,323 K.

## Відстань
Унаслідок неправильно розрахованого паралаксу ця зоря досить довго вважалася однією з найближчих до Сонця. У перелічених нижче дослідженнях оцінювана відстань до неї була не більше 10 світлових років.
- У «Переліку зір ближче 5 парсек» (List of stars nearer than 5 parsecs) Ейнара Герцшпрунга (1922) її паралаксом зазначено 0,339 кутової секунди (відстань — 2,95 парсека, або 9,62 світлового року); це четверта за віддаленістю зоряна система після системи Альфа Центавра, зорі Барнарда та Сіріуса[13].

- У «Дослідженні сусідніх зір» (A study of the near-by stars) Віллема Якоба Лейтена та Гарлоу Шеплі (1930) її паралакс — 0,337 кутових секунд (відстань 2,97 парсека або 9,68 світлового року): це четверта за віддаленістю зоряна система після системи Альфа Центавра, зорі Барнарда та 22 H Camelopardalis (Лаланд 21185); Сіріус ще далі[14].

- У «Переліку зір ближче п'яти парсеків» (List of stars nearer than five parsecs) Пітера ван де Кампа (1930) її паралакс — 0,34 кутової секунди (відстань — 2,94 парсека або 9,59 світлового року); це сьома за віддаленістю зоряна система після системи Альфа Центавра, зорі Барнарда, зір Вольф 359 та Лаланд 21185, системи Сіріуса та зорі BD-12 4523 (Вольф 1061)[15].

- У дослідженні «Зорі ближче десяти парсеків від Сонця» (Stars within ten parsecs of the Sun) Луїса Фріланда Дженкінса (1937) її паралакс — 0,34 кутової секунди (відстань — 2,94 парсека або 9,59 світлового року); це шоста за віддаленістю зоряна система після системи Альфа Центавра, зорі Барнарда, зір Вольф 359 та Лаланд 21185 та Сіріуса[16].

Фактична ж відстань, розрахована виходячи з паралакса, визначеного ван Льовеном (0,23298 ± 0,00160 кутової секунди), становить 12,7 парсека або 41,3 світлового року.

## Назва
Зорю Іннеса названо на честь Роберта Іннеса, який відкрив її в 1920 р. у Республіканській обсерваторії Йоганнесбурга (Південно-Африканський Союз), виявивши її швидкий власний рух і вимірявши паралакс — 0,337 кутової секунди. Відкриття було оприлюднено в Циркулярі обсерваторії (Circular of the Union Observatory) за номером 49, відтак воно має номер UO 49 або UOC 49. Утім, позначення «UO» слід використовувати обережно, оскільки для деяких зір вони не є унікальними: номер у назві — це номер циркуляра, тому всі зорі, відомості про які опубліковані в одному циркулярі, мають однакові назви. Тому всі інші відкриті зорі, відомості про які містилися в 49-му циркулярі, теж можуть мати позначення UO 49.
Ця зоря — одна з небагатьох названих на честь людей, тоді як переважна більшість власних імен зір мають давньогрецьке, середньовічне, арабське походження тощо. Деякі зорі, які розташовані неподалік Сонця і були знайдені завдяки великому власному руху, теж були названі на честь їхніх відкривачів: зорі Барнарда; Каптейна; Лейтена; ван Маанена, ван Бісбрука, Тігардена. Іннес також відомий як відкривач Проксими Центавра.

## Планета
У 2014 р. у системі зорі було знайдено планету типу «надземля» або «мінінептун», GJ 422 b, яка вдесятеро перевищує за масою Землю й обертається навколо зорі на відстані 0,11 а. о. (це 11 % відстані між Сонцем та Землею) з періодом 26 днів — тобто планета перебуває в зоні, придатній для життя, яка для зорі такої маси, за розрахунками, розташована на відстані від 0,11 до 0,21 а. о.